# Hoplestigmataceae
Hoplestigmataceae é uma pequena família de plantas dicotiledóneas que compreende duas espécies num único género, Hoplestigma.
São árvores originárias do Centro-Oeste de África, de folhas decíduas e de inflorescências terminais
A classificação filogenética ainda não determinou o lugar exacto desta família, situando-a ao nível das eudicotiledóneas.